# AZ Picerno 2021-2022
Questa voce raccoglie le informazioni riguardanti l'AZ Picerno nelle competizioni ufficiali della stagione 2021-2022.

## Stagione
Nella stagione 2021-2022 il Picerno torna a disputare per la seconda volta il girone C del campionato di Serie C, dopo aver ottenuto il secondo posto nel girone H del campionato di Serie D 2020-2021, alle spalle del Taranto, piazzamento che ha reso possibile il ripescaggio nel terzo livello del calcio nazionale. Ottiene un bottino di 50 punti con il decimo posto finale, e con diritto a disputare i Play-off, nei quali nel primo turno pareggia a Monopoli (1-1), ma viene eliminato dai pugliesi perché meglio piazzati, si sono piazzati quarti in campionato. La squadra rossublù è stata allenata fino a metà novembre da Antonio Palo, poi è passata nelle mani di Leonardo Colucci. Nella Coppa Italia di Serie C il Picerno incrocia nel primo turno il Palermo, che si impone (4-1).

## Divise e sponsor
Il fornitore tecnico per la stagione 2021-2022 è Givova.
| Casa | Trasferta |

## Rosa
| N. |                   | Ruolo | Calciatore                    |
| -- | ----------------- | ----- | ----------------------------- |
| 1  | Italia (bandiera) | P     | Mirko Albertazzi              |
| 2  | Italia (bandiera) | D     | Mario Finizio                 |
| 3  | Italia (bandiera) | D     | Emilio Vanacore               |
| 4  | Italia (bandiera) | D     | Manuel Ferrani                |
| 5  | Italia (bandiera) | C     | Francesco Pitarresi           |
| 6  | Italia (bandiera) | D     | Andrea Allegretto             |
| 7  | Italia (bandiera) | C     | Massimo D'Angelo              |
| 8  | Italia (bandiera) | C     | Antonio De Cristofaro         |
| 9  | Italia (bandiera) | A     | Francesco Vivacqua            |
| 10 | Italia (bandiera) | A     | Diego Albadoro                |
| 11 | Italia (bandiera) | A     | Emmanuele Esposito (capitano) |
| 12 | Italia (bandiera) | P     | Elia Summa                    |
| 13 | Italia (bandiera) | D     | Eduardo Alcides               |
| 14 | Italia (bandiera) | C     | Francesco Dettori             |
| 17 | Italia (bandiera) | A     | Federico Gerardi              |
| 18 | Spagna (bandiera) | D     | Rubén García                  |

| N. |                      | Ruolo | Calciatore         |
| -- | -------------------- | ----- | ------------------ |
| 19 | Brasile (bandiera)   | A     | Reginaldo          |
| 20 | Italia (bandiera)    | A     | Yuri Senesi        |
| 22 | Italia (bandiera)    | P     | Aniello Viscovo    |
| 24 | Italia (bandiera)    | C     | Gianluca Stasi     |
| 25 | Italia (bandiera)    | D     | Walter Guerra      |
| 28 | Italia (bandiera)    | D     | Ciro De Franco     |
| 29 | Italia (bandiera)    | A     | Pietro Terranova   |
| 30 | Argentina (bandiera) | C     | Rodrigo De Ciancio |
| 39 | Italia (bandiera)    | A     | Ciro Coratella     |
| 69 | Italia (bandiera)    | A     | Giuseppe Carrà     |
| 75 | Italia (bandiera)    | C     | Andrea Viviani     |
| 77 | Italia (bandiera)    | C     | Simone De Marco    |
| 80 | Italia (bandiera)    | C     | Flavio Di Dio      |
| 97 | Italia (bandiera)    | A     | Giacomo Parigi     |
| 99 | Italia (bandiera)    | D     | Carmine Setola     |

## Calciomercato

### Sessione estiva(dal 01/07 al 31/08)
| Acquisti | Acquisti              | Acquisti           | Acquisti      |
| R.       | Nome                  | da                 | Modalità      |
| -------- | --------------------- | ------------------ | ------------- |
| P        | Mirko Albertazzi      | Virtus Entella     | svincolato    |
| P        | Aniello Viscovo       | Crotone            | svincolato    |
| D        | Eduardo Alcides       | Inter              | svincolato    |
| D        | Ciro De Franco        | Cavese             | svincolato    |
| D        | Manuel Ferrani        | Vis Pesaro         | svincolato    |
| D        | Rubén García          | Lavello            | svincolato    |
| D        | Gaetano Parisi        | Puteolana          | fine prestito |
| D        | Carmine Setola        | Giugliano          | svincolato    |
| D        | Emiliano Vanacore     | Ravenna            | svincolato    |
| C        | Rodrigo De Ciancio    | Sambenedettese     | svincolato    |
| C        | Antonio De Cristofaro | Audace Cerignola   | svincolato    |
| C        | Simone De Marco       | Cavese             | svincolato    |
| C        | Ettore Matarese       | Giugliano          | fine prestito |
| C        | Gianluca Stasi        | Bari               | prestito      |
| C        | Andrea Viviani        | Atalanta           | prestito      |
| A        | Giuseppe Carrà        | Atalanta           | prestito      |
| A        | Ciro Coratella        | Team Nuova Florida | svincolato    |
| A        | Federico Gerardi      | Cavese             | svincolato    |
| A        | Reginaldo             | Catania            | svincolato    |
| A        | Pietro Terranova      | Dattilo Noir       | svincolato    |
| A        | Francesco Vivacqua    | Cavese             | svincolato    |

| Cessioni | Cessioni             | Cessioni         | Cessioni      |
| R.       | Nome                 | a                | Modalità      |
| -------- | -------------------- | ---------------- | ------------- |
| P        | Alessio Guliani      | Team Altamura    | svincolato    |
| P        | Federico Siani       | Turris           | fine prestito |
| D        | Aldo Caiazza         | Folgore Caratese | svincolato    |
| D        | Paolo Dametto        | Torres           | svincolato    |
| D        | Domenico Girasole    | Foggia           | svincolato    |
| D        | Giacomo Ligorio      |                  | svincolato    |
| D        | Devis Nossa          |                  | svincolato    |
| D        | Gaetano Parisi       |                  | svincolato    |
| D        | Djibril Togora       | Team Altamura    | svincolato    |
| C        | Antonio Carnevale    |                  | svincolato    |
| C        | Tanasiy Kosovan      | Cavese           | svincolato    |
| C        | Rocco Leone          | Rotonda          | prestito      |
| C        | Ettore Matarese      | Salernum         | svincolato    |
| C        | Gioele Origlia       |                  | svincolato    |
| C        | Sulaiman Oyewale     | Giugliano        | svincolato    |
| C        | Antonio Zito         | Paganese         | svincolato    |
| A        | Pasquale Iadaresta   |                  | svincolato    |
| A        | Christopher Koné     | Cavese           | svincolato    |
| A        | Andrea Santarcangelo | Casarano         | prestito      |

### Sessione invernale(dal 03/01 al 31/01)
| Acquisti | Acquisti       | Acquisti   | Acquisti   |
| R.       | Nome           | da         | Modalità   |
| -------- | -------------- | ---------- | ---------- |
| C        | Flavio Di Dio  | Bologna    | prestito   |
| A        | Giacomo Parigi | Campobasso | prestito   |
| A        | Yuri Senesi    | Vibonese   | definitivo |

| Cessioni | Cessioni         | Cessioni | Cessioni      |
| R.       | Nome             | a        | Modalità      |
| -------- | ---------------- | -------- | ------------- |
| C        | Simone De Marco  |          | svincolato    |
| C        | Gianluca Stasi   | Bari     | fine prestito |
| A        | Ciro Coratella   |          | svincolato    |
| A        | Pietro Terranova |          | svincolato    |

## Risultati

### Serie C

#### Girone di andata
| Vibo Valentia 29 agosto 2021, ore 17:30 CEST 1ª giornata | Vibonese      | 0 – 0 referto | AZ Picerno | Stadio Luigi Razza (300 spett.)\| Arbitro: \| Ubaldi (Roma) \| |
| Arbitro:                                                 | Ubaldi (Roma) |               |            |                                                                |

| Potenza 4 settembre 2021, ore 20:30 CEST 2ª giornata | AZ Picerno         | 0 – 0 referto | Catanzaro | Stadio Alfredo Viviani (400 spett.)\| Arbitro: \| Nicolini (Brescia) \| |
| Arbitro:                                             | Nicolini (Brescia) |               |           |                                                                         |

| Arbitro: | Kumara (Verona) |

|  |           |            |
|  | Marcatori | 67’ Simeri |

| Arbitro: | Gemelli (Messina) |

|  |           |            |
|  | Marcatori | 89’ Setola |

| Arbitro: | De Angeli (Milano) |

|                                  |           |              |
| Dettori 26’ Reginaldo 51’ (rig.) | Marcatori | 16’ Adorante |

| Arbitro: | Giordano (Novara) |

|                                    |           |  |
| Piccinni 21’ Mercadante 86’ (rig.) | Marcatori |  |

| Arbitro: | Carrione (Castellammare di Stabia) |

|  |           |                    |
|  | Marcatori | 79’ (rig.) L. Moro |

| Arbitro: | Delrio (Reggio Emilia) |

|                                     |           |  |
| Teraschi 34’ Jefferson 56’ Sane 89’ | Marcatori |  |

| Arbitro: | Cavaliere (Paola) |

|                               |           |                                       |
| Eusepi 34’ Ferrani 64’ (aut.) | Marcatori | 15’ De Marco 32’ Vivacqua 56’ Gerardi |

| Arbitro: | Lovison (Padova) |

|                            |           |  |
| Vivacqua 63’ Pitarresi 70’ | Marcatori |  |

| Arbitro: | Scarpa (Collegno) |

|                    |           |             |
| Ferrani 16’ (aut.) | Marcatori | 59’ Gerardi |

| Arbitro: | Costanza (Agrigento) |

|               |           |                 |
| Pitarresi 43’ | Marcatori | 56’ Di Pasquale |

| Arbitro: | Perenzoni (Rovereto) |

|                       |           |  |
| Piana 15’ Zagaria 90’ | Marcatori |  |

| Arbitro: | Di Francesco (Ostia Lido) |

|  |           |              |
|  | Marcatori | 65’ Caporale |

| Arbitro: | Centi (Terni) |

|                    |           |                   |
| Maniero 49’ (rig.) | Marcatori | 10’ De Cristofaro |

| Arbitro: | Bitonti (Bologna) |

|               |           |  |
| Reginaldo 25’ | Marcatori |  |

| Arbitro: | Angelucci (Foligno) |

|                            |           |                                              |
| Venturini 44’ Casoli 45+1’ | Marcatori | 42’ D'Angelo 77’ E. Esposito 90+5’ Pitarresi |

| Arbitro: | Di Marco (Ciampino) |

|                                                                    |           |                                         |
| Reginaldo 15’ Gerardi 25’, 52’ Sbampato 45’ (aut.) Coratella 90+2’ | Marcatori | 22’ Guadagni 44’ Firenze 77’ Piovaccari |

| Arbitro: | Bordin (Bassano del Grappa) |

|                          |           |  |
| Saraniti 17’ Falcone 56’ | Marcatori |  |

#### Girone di ritorno
| Arbitro: | Lovison (Padova) |

|             |           |  |
| Gerardi 32’ | Marcatori |  |

| Arbitro: | Fontani (Siena) |

|                       |           |  |
| Biasci 11’ Sounas 42’ | Marcatori |  |

| Arbitro: | Bitonti (Bologna) |

|               |           |  |
| Antenucci 47’ | Marcatori |  |

| Arbitro: | Vergaro (Bari) |

|  |           |           |
|  | Marcatori | 49’ Manzi |

| Arbitro: | Arena (Torre del Greco) |

|           |           |               |
| Čelić 53’ | Marcatori | 31’ Reginaldo |

| Arbitro: | Virgilio (Trapani) |

|                                       |           |  |
| Parigi 4’ Allegretto 26’ D'Angelo 60’ | Marcatori |  |

| Arbitro: | Bonacina (Bergamo) |

|  |           |               |
|  | Marcatori | 17’ Reginaldo |

| Arbitro: | Crezzini (Siena) |

|  |           |                              |
|  | Marcatori | 37’ Jefferson 90+3’ Carletti |

| Arbitro: | Caldera (Como) |

|               |           |  |
| Reginaldo 59’ | Marcatori |  |

| Arbitro: | Ferrieri Caputi (Livorno) |

|               |           |            |
| Franchini 79’ | Marcatori | 90’ Di Dio |

| Arbitro: | Delrio (Reggio Emilia) |

|                                          |           |                   |
| Parigi 37’ E. Esposito 69’ Pitarresi 75’ | Marcatori | 21’, 35’ Emmausso |

| Arbitro: | Calzavara (Varese) |

|                                 |           |                           |
| Ferrante 36’, 82’ Petermann 54’ | Marcatori | 62’ Vivacqua 90+4’ Parigi |

| Arbitro: | Carrione (Castellammare di Stabia) |

|  |           |                 |
|  | Marcatori | 84’ Cargnelutti |

| Arbitro: | Perri (Roma) |

|  |           |            |
|  | Marcatori | 88’ Parigi |

| Arbitro: | Di Marco (Ciampino) |

|  |           |           |
|  | Marcatori | 12’ Kragl |

| Arbitro: | Di Cairano (Ariano Irpino) |

|                                          |           |  |
| Brunori 36’, 47’ Floriano 64’ Soleri 81’ | Marcatori |  |

| Arbitro: | Cavaliere (Paola) |

|                               |           |  |
| Gerardi 4’, 60’ Pitarresi 66’ | Marcatori |  |

| Arbitro: | Petrella (Viterbo) |

|                          |           |                                       |
| Guadagni 49’ Iannone 87’ | Marcatori | 37’ Senesi 42’ Reginaldo 90+5’ Parigi |

| Arbitro: | Marotta (Sapri) |

|                                 |           |                            |
| De Cristofaro 33’ Reginaldo 59’ | Marcatori | 19’ Giovinco 74’ Santarpia |

### Play-off
| Arbitro: | Di Graci (Como) |

|              |           |             |
| Borrelli 60’ | Marcatori | 57’ Gerardi |

### Coppa Italia Serie C
| Arbitro: | Ancora (Roma) |

|                                                 |           |                |
| Lancini 12’ Floriano 15’ Luperini 53’ Fella 84’ | Marcatori | 21’ De Ciancio |

## Statistiche

### Statistiche di squadra
Statistiche aggiornate al 1º luglio 2021.
| Competizione         | Punti | In casa | In casa | In casa | In casa | In casa | In casa | In trasferta | In trasferta | In trasferta | In trasferta | In trasferta | In trasferta | Totale | Totale | Totale | Totale | Totale | Totale | DR |
| Competizione         | Punti | G       | V       | N       | P       | Gf      | Gs      | G            | V            | N            | P            | Gf           | Gs           | G      | V      | N      | P      | Gf     | Gs     | DR |
| -------------------- | ----- | ------- | ------- | ------- | ------- | ------- | ------- | ------------ | ------------ | ------------ | ------------ | ------------ | ------------ | ------ | ------ | ------ | ------ | ------ | ------ | -- |
| Serie C              | 0     | 0       | 0       | 0       | 0       | 0       | 0       | 0            | 0            | 0            | 0            | 0            | 0            | 0      | 0      | 0      | 0      | 0      | 0      | 0  |
| Coppa Italia Serie C | -     | 0       | 0       | 0       | 0       | 0       | 0       | 0            | 0            | 0            | 0            | 0            | 0            | 0      | 0      | 0      | 0      | 0      | 0      | 0  |
| Totale               | -     | 0       | 0       | 0       | 0       | 0       | 0       | 0            | 0            | 0            | 0            | 0            | 0            | 0      | 0      | 0      | 0      | 0      | 0      | 0  |

### Andamento in campionato
| Giornata  | 1  | 2  | 3  | 4  | 5 | 6  | 7  | 8  | 9  | 10 | 11 | 12 | 13 | 14 | 15 | 16 | 17 | 18 | 19 | 20 | 21 | 22 | 23 | 24 | 25 | 26 | 27 | 28 | 29 | 30 | 31 | 32 | 33 | 34 | 35 | 36 | 37 | 38 |
| --------- | -- | -- | -- | -- | - | -- | -- | -- | -- | -- | -- | -- | -- | -- | -- | -- | -- | -- | -- | -- | -- | -- | -- | -- | -- | -- | -- | -- | -- | -- | -- | -- | -- | -- | -- | -- | -- | -- |
| Luogo     | T  | C  | C  | T  | C | T  | C  | T  | T  | C  | T  | C  | T  | C  | T  | C  | T  | C  | T  | C  | T  | T  | C  | T  | C  | T  | C  | C  | T  | C  | T  | C  | T  | C  | T  | C  | T  | C  |
| Risultato | N  | N  | P  | V  | V | P  | P  | P  | V  | V  | N  | N  | P  | P  | N  | V  | V  | V  | P  | V  | P  | P  | P  | N  | V  | V  | P  | V  | N  | V  | P  | P  | V  | P  | P  | V  | V  | N  |
| Posizione | 14 | 13 | 17 | 13 | 6 | 12 | 13 | 16 | 15 | 11 | 12 | 11 | 14 | 13 | 13 | 12 | 10 | 9  | 10 | 10 | 12 | 10 | 10 | 10 | 10 | 8  | 10 | 10 | 10 | 8  | 11 | 12 | 10 | 11 | 11 | 11 | 9  | 10 |

Legenda:

Luogo: C = Casa; T = Trasferta. Risultato: V = Vittoria; N = Pareggio; P = Sconfitta.